# Маяк (общество)
«Маяк» (Общество содействия нравственному, умственному и физическому развитию молодых людей (с 1905 года), Санкт-Петербургский комитет для оказания содействия молодым людям в достижении нравственного и физического развития) — общество, созданное в столице Российской империи Санкт-Петербурге 22 сентября (5 октября) 1900 года. Устав общества утверждён в сентябре 1903. Наряду со спортивным обществом «Богатырь», «Маяк» стал одной из самых известных организаций с уклоном на физическое воспитание.
Комитет возник при активном участии члена американского «Христианского общества молодых людей», Джеймса Стокса (James Stokes), пожертвовавшего для этой цели 50 тысяч рублей, огромную для того времени сумму, и поручившего ближайшее исполнение его плана в Санкт-Петербурге Франклину Гэлорду. Стокс приехал в Российскую империю после того, как потерял на Кавказе двух сыновей. Несмотря на то, что организация создавалась при участии иностранного капитала, она имела совершенно независимое правление, и не являлась филиалом какой-либо зарубежной организации.
Председателями «Маяка» были:
- Государственный деятель И. Н. Турчанинов[9].
- Сенатор Н. С. Таганцев[10].
- Сенатор И. В. Мещанинов[11].

Целями учреждения были заявлены: «давать молодым людям полезные знания, доставлять им добрых друзей и создавать для них приятную обстановку, охранять их от влияния городских соблазнов».
Так как Санкт-Петербургский комитет для оказания содействия молодым людям в достижении нравственного и физического развития находился в тесных отношениях с такими же заграничными учреждениями, то его члены могли получать рекомендации к любому из этих обществ в Европе, Америке и Азии. Комитет состоит из членов почётных, действительных и сотрудников. Управление делами сосредоточивалось в совете «Маяка». Его Императорское Высочество принц Александр Петрович Ольденбургский принял на себя звание Почётного Попечителя «Маяка». Содействие комитету также оказывала императрица Александра Фёдоровна.
Посетителями проводимых «Маяком» мероприятий быть молодые люди мужского пола не моложе 17 лет, изъявившие желание пользоваться устраиваемыми комитетом развлечениями, научными и другими пособиями, лекциями и беседами.
При «Маяке» состояли комиссии религиозно-нравственных чтений, библиотечная, литературно-научных собраний, музыкального образования, устройства экскурсий, велосипедистов и финансовая. Вечерние научные курсы по языкам, бухгалтерии и коммерческой арифметике. На вечерних же курсах давались уроки музыки и пения, каллиграфии, гимнастики.
По отчёту за 1903—1904 академический год посетителей «Маяка» было 1050; литературно-научных собраний состоялось 155. Врачебная помощь членам давалась бесплатно. Итог всех поступлений — 19371, расход — 19695 рублей.
Санкт-Петербургский комитет для оказания содействия молодым людям в достижении нравственного и физического развития был закрыт большевиками вскоре после Октябрьской социалистической революции на основании распоряжения областного Петроградского комиссара по просвещению от 19 октября 1918 года.

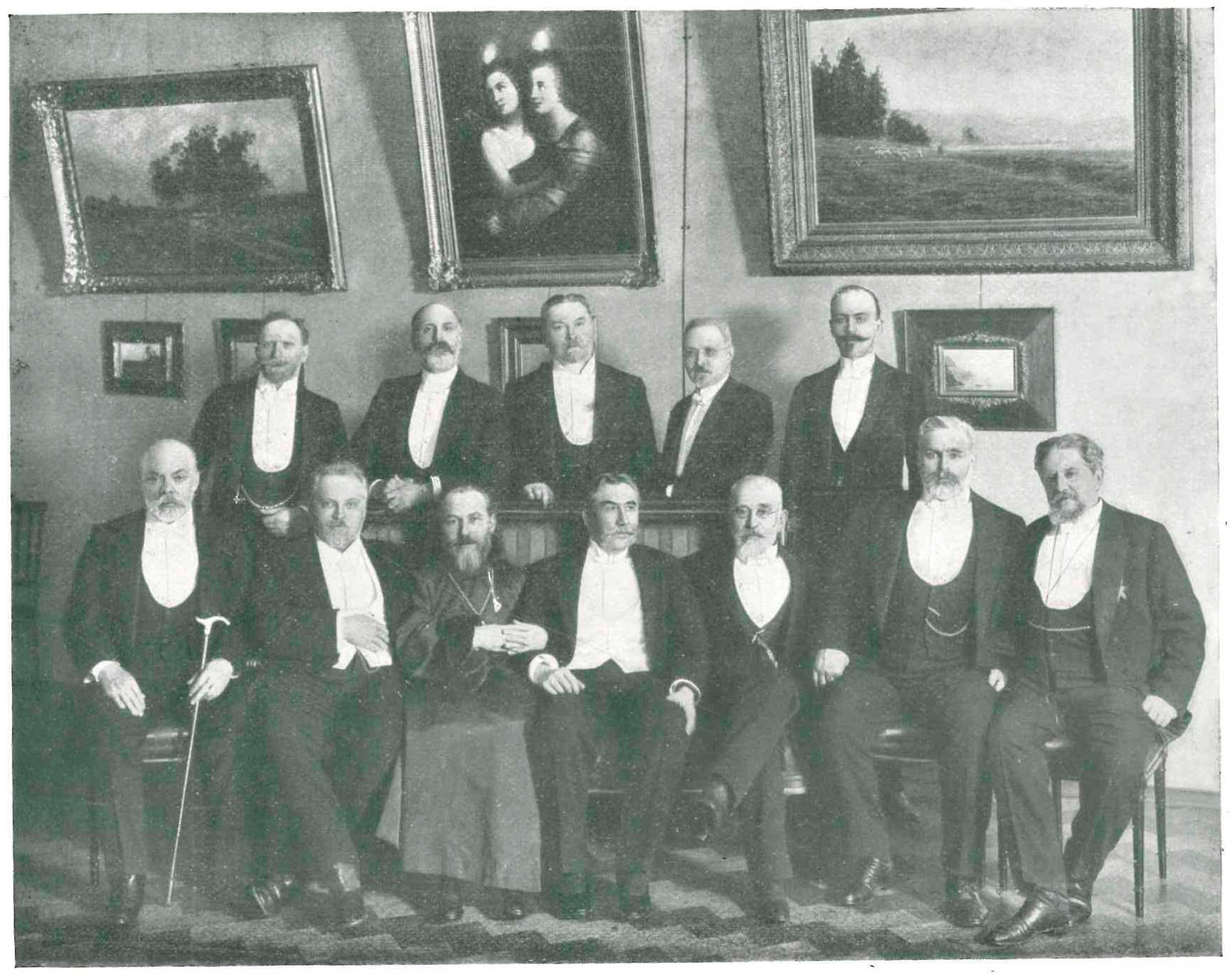
Члены Совета «Маяка» (опубл. в 1911). Стоят: Н.А. Рейтлингер (секретарь), Ф.А. Гэйлорд (гл. секретарь), В.И. Маркевич, С.Ф. Платонов, А.П. Зельгейм. Сидят: И.С. Крючков, П.А. Сидоров (секретарь), И.П. Слободской, Д. Стокс (основатель), И.В. Мещанинов, Э.Л. Нобель (казначей), П.Ю. Сюзор
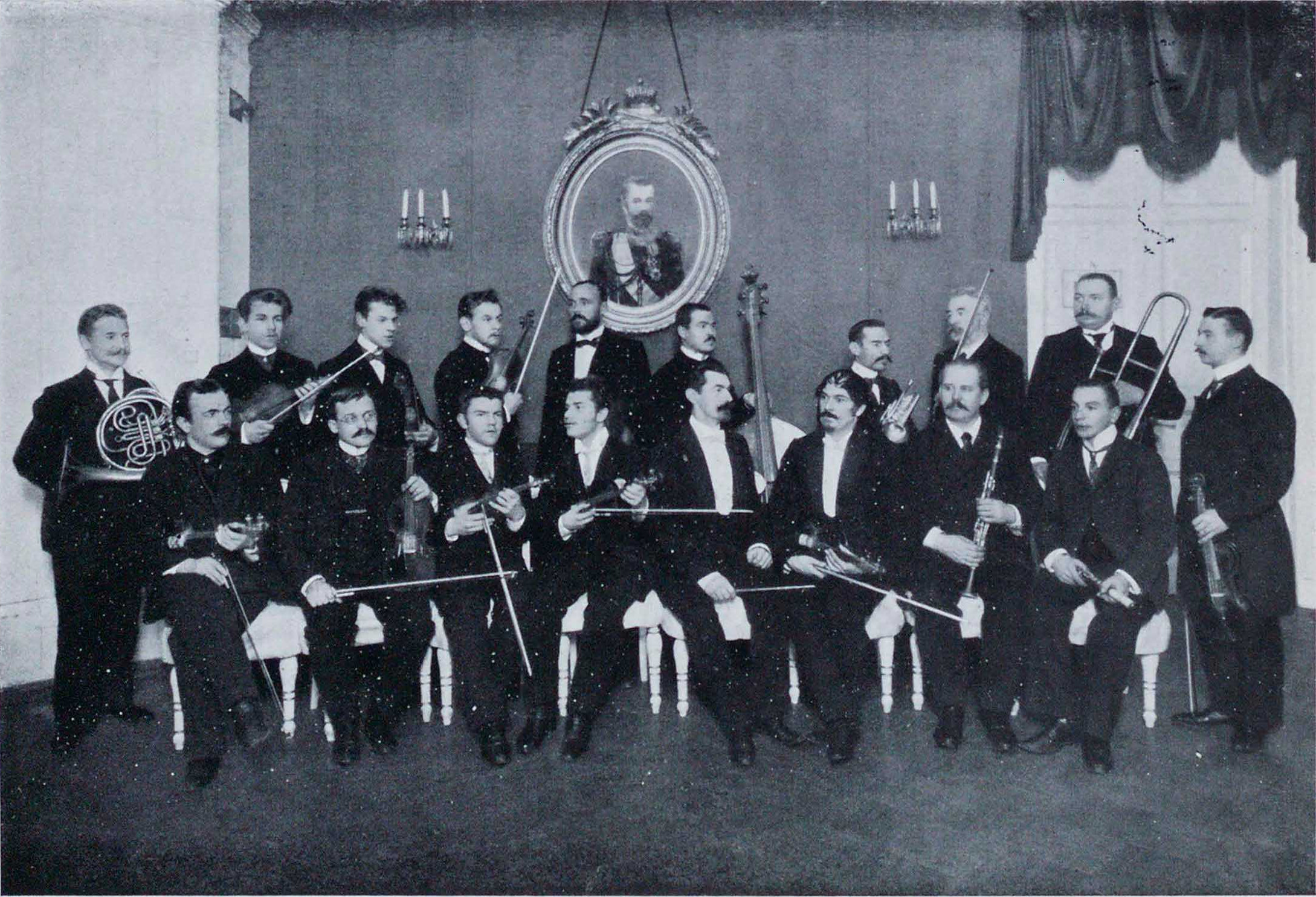
Струнный оркестр, 1903
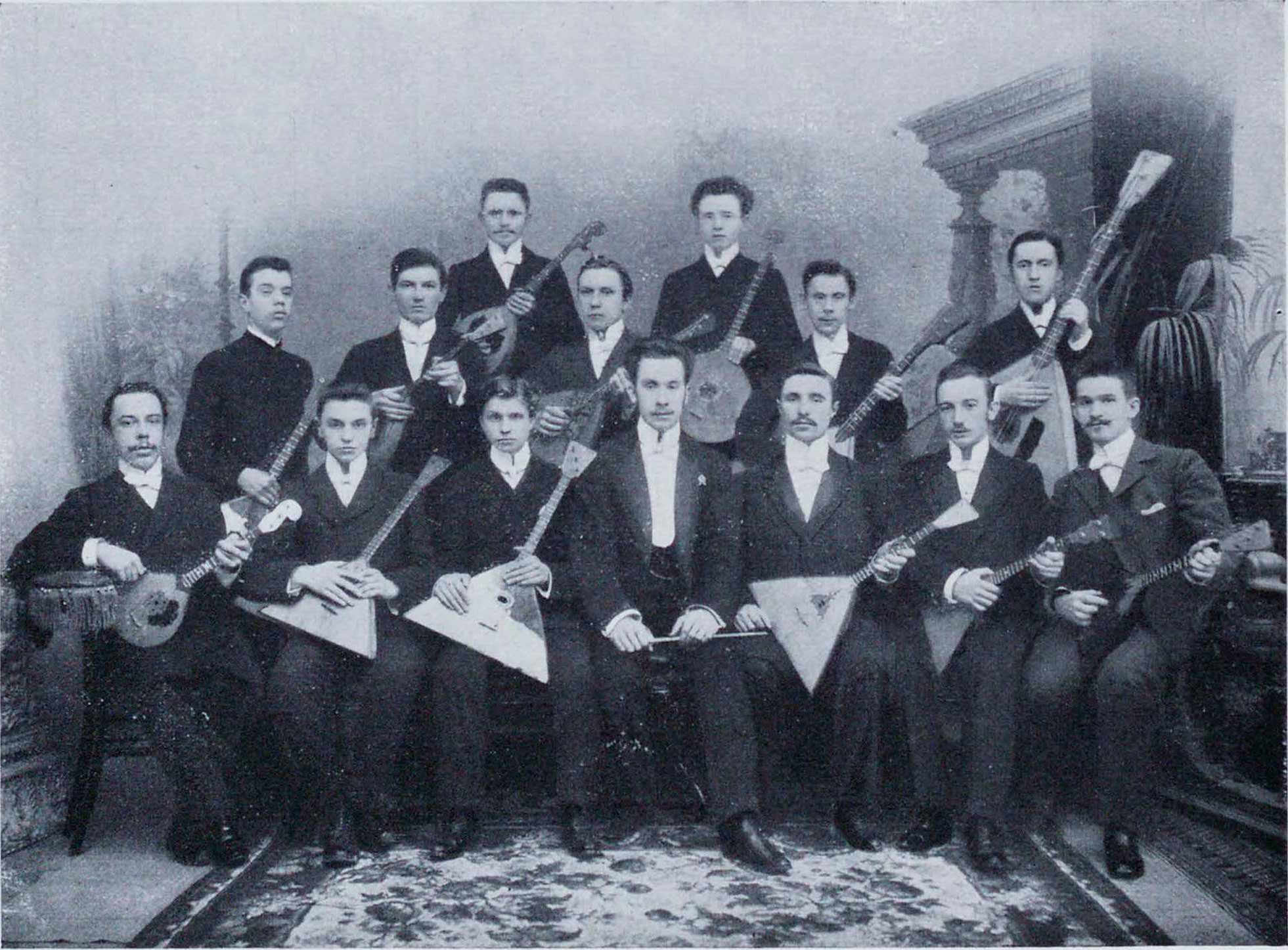
Великорусский оркестр, 1903
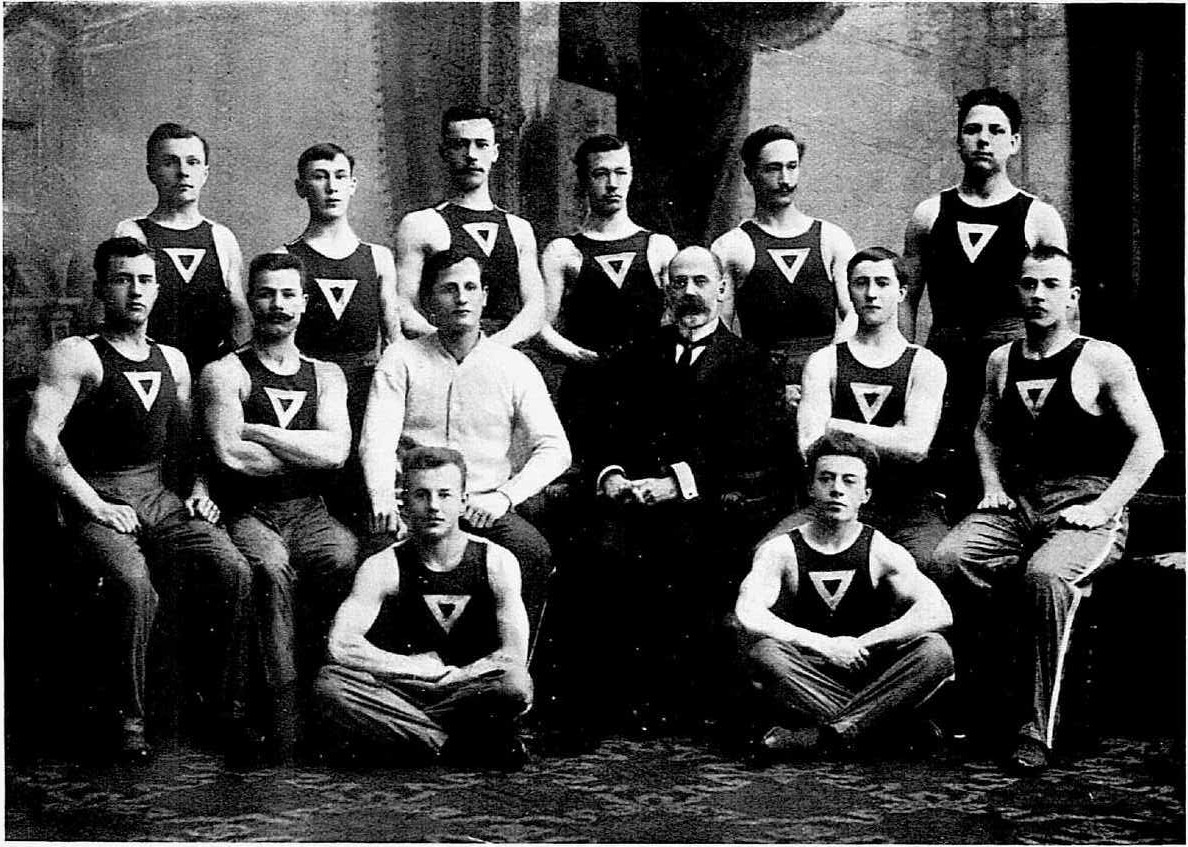
Группа лидеров гимнастических упражнений в форме с символикой ИМКА, 1907